# 網誌
網誌是一種線上日記型式的个人網站，藉由張貼文章、圖片或影片來記錄生活、抒發情感或分享資訊。網誌上的文章通常根據張貼時間，以倒序方式由新到舊排列。
许多博客作者專注评论特定的课题或新闻，其他則作为個人日记。一个典型的博客结合了文字、图像、其他博客或网站的超連結、及其它與主题相关的媒体。能够让读者以互动的方式留下意见，是许多博客的重要要素。大部分的博客內容以文字为主，也有一些博客專注艺术、攝影、视频、音乐、播客等各種主題。網誌是社会媒体网络的一部分。

## 歷史

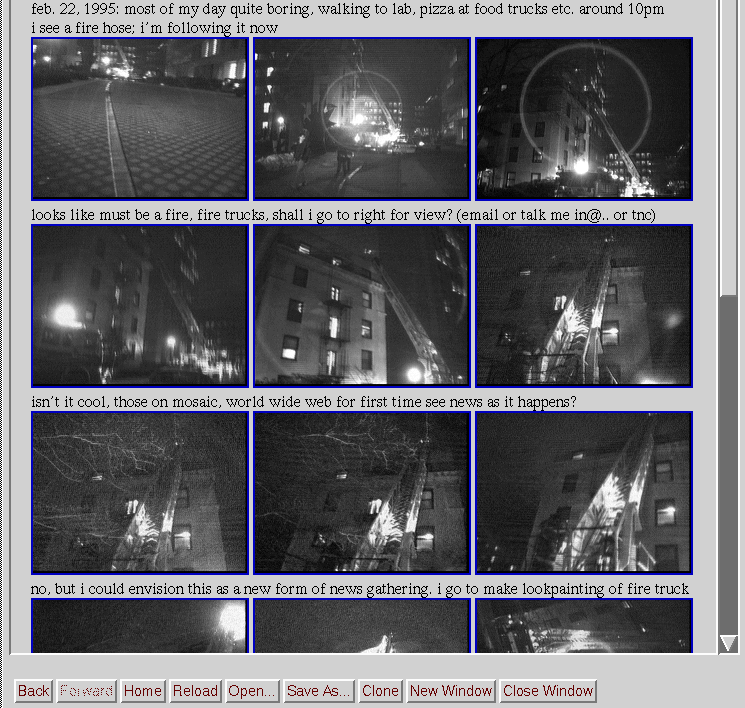
早期的「日記」風格部落格。由文字和圖片構成，即時地無線傳輸到一個附有抬頭顯示器的可穿戴式智慧型產品上

1997年12月17日，約恩‧巴格爾發明了术语「网络日志」（Weblog）。而「Weblog」的缩写「blog」则是由Peter Merholz發明，当时他在自己的博客「Peterme.com」侧边栏开玩笑地将「Weblog」变成词组「we blog」。
不久之後，埃文·威廉姆斯在Pyra Labs上將「blog」同時作為名詞和動詞（Blog可以表示博客，也可以表示编写博客。）。並且設計了「blogger」這個詞，來做為與Pyra Labs的Blogger連結，最後以此引領了大眾。

### 起源
在網誌流行前網路虛擬社群透過许多方式，包括Usenet及線上商业服务，例如GEnie、BiX、早期的CompuServe、邮件列表、BBS和聊天室。以及90年代的网络论坛软件，例如WebEx等來交流訊息。
现代博客是線上日記演化而成的，在線上日记中可记录个人的生活和圖片。而大部分作者称自己为日记作者或记者。1994年，当Justin Hall还在斯沃斯摩爾學院（Swarthmore College）就讀的时候，就开始编写个人博客。目前普遍上认为他是最早的博客作者之一。Dave Winer的博客也被誉为最老及维持最久的博客之一。

早期的博客只是通过手动更新的一般性网站。然而工具的改进，帮助更多的、比较缺乏技术的人们可以编写博客，并能以时间倒序的排列方式，来制作和维护张贴的文章。任何人都可以编写自己的博客。例如现在编写博客的典型作法就是使用浏览器表單直接编辑。博客可以被寄存在专门的博客寄存供应商的伺服器，也可以使用博客制作软件来维护，例如WordPress、Movable Type、Blogger或LiveJournal，或自行上傳內容到一般的网页寄存服务商的伺服器。

### 流行
随着博客技术发展的成熟和各博客托管商的陆续出现，博客的应用在1999年后开始流傳，同时也出现了最早的离线发布工具軟體，此兩種原因将其流行性更进一步推广，以下為大略發展：
- 1998年10月，Open Diary於推出後，该站点迅用戶增加到上千个博客。这网站成为了第一个能在别人博客上留下评论的互動式博客托管商。
- 1999年3月，由著名博客作者Brad Fitzpatrick创立了LiveJournal。
- 1999年7月，Andrew Smales创立了Pitas.com，该站点开发了一个较容易在某个网站上嵌入“新闻页”的工具，1999年9月，该站点又推出了较貼近於个人活动的日志社区Diaryland。
- 1999年8月，Evan Williams和Meg Hourihan推出了blogger.com，此站点于2003年2月被Google公司收购。

## 种类
博客有许多种类。种类不只是根据内容，同時也根据编写博客的方法区分。
以作者身份区分：
- 个人博客

个人博客是个人持续性的日记或评论。它是最传统也是最常见的博客。个人博客作者一般注重博客的内容，即使他们的博客从来没有被除了自己以外的人阅读过。博客经常不只是一个沟通的方法，它们成为了一种反映生活的方法或艺术创作。编写博客可以抒发感情，引起人们的共鸣。很少个人博客出名和成为主流，但一些个人博客很快就聚集了许多读者。
- 公司博客

博客在大部分情况下可以作为私人用途，但也可以作为商业用途。用于公司内部，以增进联系和文化，或对外作为营销、品牌推广或公关等目的，称为公司博客。
依照内容分类：一些博客集中于某一个特定的课题，如政治博客、经济博客、图片博客、视频博客（播客）、旅游博客、居家博客、时尚博客、项目博客和教育博客。
視乎域名和主機，可分為由部落格服务提供商提供以及独立博客兩類。

## 社区与目录
博客空间：所有博客的集体社区称为博客空间。因为所有的博客按定义而言必定在网际网络上，它们可被视为相互连接并形成一个社会网络。“在博客空间”的讨论已被媒体用来作为对公众对各种课题的意见的衡量。
博客搜索引擎：几个博客搜索引擎被用来搜索博客内容，例如Google BlogSearch （页面存档备份，存于）、Bloglines、BlogScope和Technorati。Google BlogSearch是其中最流行的博客搜索引擎，它提供了关于用来对博客内容分类的流行的搜索及标签的信息。研究社区正在研究如何突破简单关键字搜索，如发明航行于呈现在博客空间的大量信息的新方法，像BlogScope所展示的那样。
博客社区和目录：一些虚拟社区把人们与博客作者及博客作者与博客作者联系起来，如BlogCatalog和MyBlogLog。
博客与广告：博客作者为了经济上的利益经常会在自己的博客上打广告。博客的流行也使“假博客”诞生。“假博客”是一间公司为了推销某一产品所使用的工具。

## 流行
研究人员已经分析了博客怎样变成流行的动态。本质上有两种流行：引用的流行及附属的流行。基本的结论是引用或许比附属更具指标性，因为它们代表了那些阅读博客的人们觉得该博客有价值或在某一情况下值得引用。
Google BlogSearch使用智能算法选择所有博客中最热门的话题和相关帖子放在主页上。Technorati依博客受到外部链接的数量来替博客排名。Alexa Internet则是按Alexa工具栏使用者点閱量来替博客排名。在2006年8月，Technorati发现通向徐静蕾博客的连接数量最多。中国官方媒体新华社指出该博客访客数量超过五千万人次，并声称该博客是世界上最流行的博客。Technorati則认为波音是最多人阅读的博客。

## 与传媒之间的模糊
许多博客作者，尤其是民间记者，将自己与传媒区分开来，但也有些博客作者是传媒的成员。一些团体认为编写博客是一个“突破过滤”的方法，将信息直接传达给公众。一些评论员担心博客作者既不尊重版权也不尊重传媒提供社会可信的新闻的角色。
许多博客作者按照自己的博客介绍书籍。在2005年，布鲁克奖开始被颁发给出版了最好的博客介绍书的博客作者。然而，这些书籍往往不像他们的博客般受欢迎。只有Tucker Max成功进入了纽约时报畅销书榜。

## 編寫網誌的優點

### 紀錄個人生活點滴
如同日記一般，事實上，部落格（blog）原本的字義（weblog）就是網路日誌（web log），可將自己每日生活中發生的事情記錄下來，並且跟朋友或網友們分享。

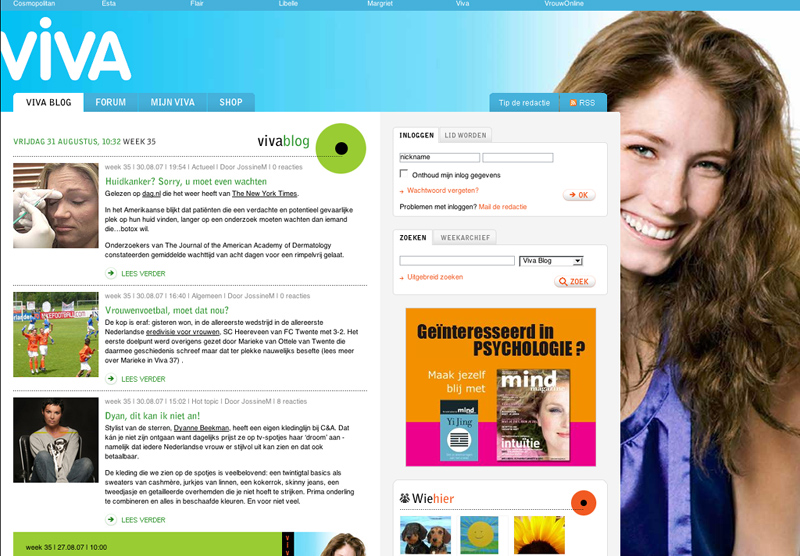
許多博客系統商提供豐富的自訂畫面裝飾功能，讓不熟悉網頁製作的用戶也能製作自訂網頁

### 傳達個人自由思想
網誌是個自由的空間，可依照個人自由意志去撰寫任意的內容，傳達個人的自由思想，舉凡政治、經濟、社論、科技等等，在民主自由國度也常出現批評政府施政為主題的部落格，不過要注意言論之中是否有牽涉到法律誹謗、妨礙風化、智慧財產權等問題。

### 抒發與分享個人情緒
網誌常用來抒發個人情緒，把生活中的不滿、鬱悶或憤怒宣洩到網誌上，或是與網絡上的網友們分享個人開心的心情。

### 分享與交流知識、技術
如果有專長、興趣的人，可以藉由撰寫網誌來分享自己的知識與技術，並和網路上的網友交流討論。

### 認識同好、結交朋友
藉由網誌的社群性質可以吸引興趣或性格相合的網友來觀看，並且藉此認識結交新朋友。

### 分享創作文學、繪圖作品
藉由網誌可分享自己的文學創作或圖像作品，並供網友們觀看取用。創作者獲得與閱聽者在網路上溝通的機會，進而擴大參與和影響。

### 医学价值
科学家早已知道写下自己的个人经验是具有医学价值的。博客提供了一个方便紀錄个人经验的管道。研究显示它可帮助记忆和睡眠、增强免疫细胞的活动、减少艾滋病患者病毒量，甚至可以加速手术后的复原。

## 编写博客的風險
網誌的出現已經导致了許多法律問題和無法預知的結果。其中一項備受關注的議題是網誌作者可能在意或无意間公布了專利或机密的資訊。另一个受到关注的议题是部份網誌內容也會涉及誹謗。第三个受到关注的议题是因为作者在自己的博客上写工作環境或私人生活，因而遭到解職或其他不利的結果。以下列举了一些编写博客时可能导致的无法預知的后果。

### 诽谤及其他法律责任
一些博客作者因涉及诽谤及其它法律诉讼而被带上法庭。但判決卻不一。在此聲明，因特网服务提供者（ISP）在一般情况下无需为網誌的內容负责。

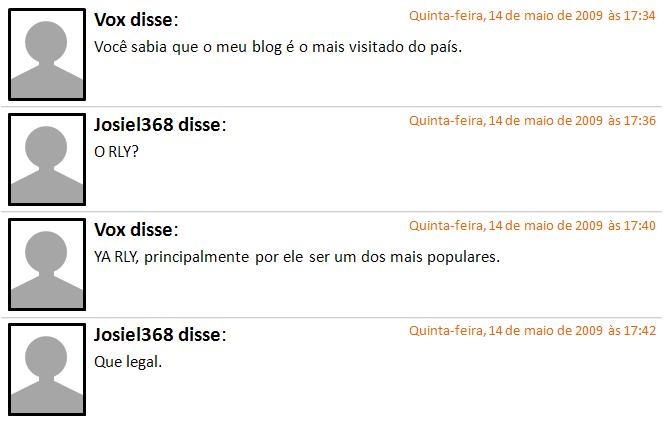
許多博客提供現成的留言板程式可以套用，讓作者能和網友互動，但也產生很多司法糾紛

在美國John Doe及Patric Cahill案例中，特拉华州最高法院认为必须遵守严格的标准，以揭穿匿名作者的身份，法官并没有将该案交给一审法院重審，反而是采取了非常手段来驳回该案（因为在美国诽谤法中並無此先例）。在一个奇怪的转折之下，Cahill有办法得到John Doe的真实身份，Doe即是Cahill所怀疑的人，其為該市的市長，也是Cahill的政治上的竞争者。最後Cahill修改了他原来的控訴，而市长选择庭外和解。
2007年1月，马来西亚两位著名政治博客作者黄泉安和Ahirudin Attan因涉及诽谤被亲政府报社－－马来西亚新海峡时报有限公司（New Straits Time Press (Malaysia) Berhad）的Kalimullah bin Masheerul Hassan、Hishamuddin bin Aun和Brenden John a/l John Pereira給起诉。原告得到政府的支持。在该案之后，马来西亚政府建议「登记」該國內所有的博客作者的真实姓名，以便于控管损害他人利益者。此例马来西亚第一宗对博客作者的诉讼案。
在英国，一位学院讲师在博客中用许多不尊敬的名称来称呼一名政治人物（他也在这一博客中表达了自己的看法），包括“纳粹”。该名政治人物透過ISP找到了该匿名讲师的真实姓名，并成功地以1万元英镑的名誉损失和7千元英镑的费用起诉此位讲师。
2005年在美国，博客作者Aaron Wall因涉及诽谤和公開商业机密而被Traffic Power起诉。根据《Wired》（一本在美国加州旧金山出版的杂志）中的描述，Traffic Power以「因为被声称不正当地操纵搜索引擎结果而遭到Google禁止」。Wall和其他“白帽”搜寻引擎最佳化顾问已揭露了他们声称为了保护大众的做法。該诉讼案被许多博客作者关注，因为她回答了谁应为博客上的意见负责的问题。此案因为缺少个人审判权而被驳回，而Traffic Power也没能在允许时间内提出上诉。

### 工作
一般情況下，隱藏博客作者的姓名或其工作地点，已被證實无法有效保护博客作者的隱私。描述了关于工作地点信息的博客作者及其博客内容导致了影响雇员形象的问题，因为他们的博客可影响雇主对这些雇员的看法。
达美航空的服务员Ellen Simonetti被公司解雇，因为她在自己的博客上张贴一张她自己穿着制服的照片，并下標題為“空中女王：一位空中服务员的日记（Queen of Sky: Diary of a Flight Attendant）”，而其雇主認為其行为不当。該案件突顯了个人博客的编写与「表达对雇主的权力及责任」之言論自由的问题，因此倍受媒体关注。Simonetti以「不正當的解職、人格的诽谤及未来薪水的损失」起诉该公司。该案因达美航空的破产而遭到延迟處理（court docket （页面存档备份，存于））。
2006年春，伦敦政治经济学院的终身高级讲师Erik Ringmar被其部门主管命令關閉其博客。因為他在博客中讨论了该校的教育品质。
达拉斯小牛队的老闆马克·库班在2006年NBA延长赛中，因为在球场上及其博客中批评NBA官员而被罚款。
Mark Jen在2005年被Google雇用10天后就被解雇，因为他在博客中讨论公司機密。
在印度，博客作者Gaurav Sabnis从IIBM（一所管理学校）中辞职。因为他在他的博客中发表的关于IIBM的错误声明导致IIBM的管理层威胁要烧毁他们的IBM笔记本电脑作为对他的抗议。
Jessica Cutler在被聘为国会助理时在她的博客中描述她的性生活。在她的博客被发现之后，她就被解聘了。根据她的博客和经验，她写了一部小說，书名为《The Washingtonienne: A Novel》。Cutler被她其中一位前任情人起诉。該案判斷了博客作者需要保护生活中的伙伴的隐私到什么程度。
Catherine Sanderson因为編寫博客而失去了她在巴黎在一间英国会计公司的工作。尽管她在自己的博客中以匿名方式描述該事件，其中一些对公司及其职员的描述并不討喜。然而，她赢得了该公司对她的赔偿。
另一方面，Penelope Trunk在2006年在Globe （页面存档备份，存于）中指出很多博客作者是专业人士，一个好的博客其实可以帮助吸引雇主。

### 政治上的危险
编写博客有时在政治敏感的地方会产生無法預知的後果。博客比广播甚至是印刷媒体更难被控制。因此集权主义和其政權经常压制博客或惩罚拥有博客的人。
在新加坡，两位华裔人士因为在自己的博客上发表反回教评论而在煽动法令下遭监禁。
埃及博客作者Kareem Armer透過其博客侮辱埃及总统穆巴拉克和回教组织的罪名被起诉。这是埃及歷史上第一次有博客作者遭到起诉。经过在亚历山大港的短暂的审判期後，该博客作者被判有罪，因侮辱回教和煽动而被监禁三年，侮辱穆巴拉克而被监禁一年。
联合国对苏丹的特别代表Jan Pronk在自己的个人博客发表对苏丹武装部队的看法后，收到了在三天内离开苏丹的通知。苏丹军队已经将其驱逐出境。

### 个人安全
编写博客的不幸的结果之一，便是博客作者有可能受到攻击或威胁，有时卻没有明显的原因。无恶意博客Creating Passionate Users （页面存档备份，存于）的作者Kathy Sierra曾经是凶恶威胁和对女人的侮辱的目标，因其担心自身的安全，因此取消了她在圣迭戈的科技会议演说。尽管匿名並不能有效地隐藏博客作者的身份，攻击和威胁博客作者的网络小白卻因匿名而变得更有胆量。Sierra及其支持者開啟了線上讨论，以对抗骂人的网上行为，并提出了博客作者的行为規範。

## 中文译名差異
中国大陆有時也将Blog和blogger（即網誌作者）均音譯为“博客”。“博客”有较深的涵义：“博”为“广博”；“客”不单是“blogger”更有“好客”之意，看Blog的人都是“客”。而在台灣，則音譯成“部落格”或“網誌”，書寫者為“部落客”，認為Blog本身有社群群組的意含在內，藉由Blog可以將網友集結成一個大部落，成為另一個具有影響力的自由媒體。

## 提供網誌服務的網際網路服務提供商
- Blogger：為Google於2003年收購的網誌書寫和發佈服務網站，歷史悠久。自訂性相當高，且無廣告。為最大部落格平台之一。
- WordPress：為Automattic於2005年11月21日公開的網誌書寫和發佈服務網站。自訂性相當高，且無廣告。為最大部落格平台之一。
- Xanga：提供網誌托管服務的網站，服務包括攝影博客、網誌及社交網路服務。
- LiveJournal：在線專欄是歷史悠久的網誌網站，以開源、無廣告為特色，在各種平台中都有好用的客戶端。
- Ameba：日語使用者最多的網誌。

### 中国大陆
- 新浪博客：新浪提供的博客服务，以名人博客为特色。
- 搜狐博客 （页面存档备份，存于）：搜狐提供的博客。
- Blogbus （页面存档备份，存于）：中國大陸第一家Blog托管服务商（Blog Service Provider），也是首家商业运作、提供收费服务的中文Blog网站。

### 香港
- U Blog：為香港經濟日報旗下U Lifestyle於2014年6月12日開設之博客平台網站，致力提供一個自由免費平台，讓博客分享旅遊、美容、飲食及其他各類優質生活相關體驗，促進生活資訊交流。
- Mysinablog：香港新浪網提供的Blog服務。
- Qooza網上日誌 （页面存档备份，存于）：許多香港年輕人愛用的網誌網站。

### 台湾
- 痞客邦：又名Pixnet，為香港TOM集團城邦出版集團旗下的子公司經營。
- PCHome個人新聞台 （页面存档备份，存于）：PChome Online網路家庭旗下的Blog服務，自2000年啟用至今，歷史悠久。
- udn部落格 （页面存档备份，存于）：由聯合新聞網經營的網誌服務，結合個人創作與社群交流特色的BSP平台。
- 艾比索直書部落格 （页面存档备份，存于）：由艾比索經營的網誌服務，直書、圖文版面、社群互動為其特色。
- FC2部落格（日语：FC2ブログ）：由日本 FC2 Inc. 提供的部落格服務。於2008/07/10推出中文版[46]

### 已关闭
- 無名小站:前身是使用台灣學術網路的校園電子佈告欄系統之一，2006年底宣佈併入Yahoo!奇摩，並在2007年起成為Yahoo!奇摩旗下的社交網路服務之一。Yahoo!奇摩2013年8月宣佈關閉部落格服務，無名小站亦同時關閉。
- yam天空部落：台灣的容量無上限免費空間網站，由yam蕃薯藤經營。
- 百度空间：百度提供的博客个人相册集合，现已經关闭。
- Windows Live Spaces：為Windows Live旗下的網誌書寫網站，原名MSN Spaces。2010年9月28日，微软正式宣布终止Windows Live Spaces（共享空间）博客服务，近3000万原有帐户将被迁移WordPress.com。而在中国大陆地区，访问WordPress.com存在不稳定现象，官方认可的迁移合作伙伴为新浪博客[來源請求]。
- 優仕網部落格 （页面存档备份，存于）：優仕網提供的部落格服務，现已關閉。
- 今日新聞部落格 （页面存档备份，存于）：今日新聞網提供的部落格服務，又稱為NowNews部落格。
- 中時部落格 （页面存档备份，存于）：中時電子報提供的部落格服務。
- Xuite日誌：支持繁簡體中文的網誌系統，為中華電信Hinet所經營。2023年8月31日終止服務。

## 網誌工具
- b2evolution：網誌寫作軟件，為網誌興起初期網誌工具B2的新版本。
- Bloglines：提供免費的在線網誌管理與閱讀服務。
- Bo-blog：同時支持簡繁體中文的網誌系統，基於PHP+MYSQL空間。
- collablog：網誌系統軟體（PHP+MySQL），支援utf8、微格式、多用戶與共筆。
- Drivel：LiveJournal客戶端的GNU/Linux版本，使用GNOME/Gtk+2.0。
- exBlog：網誌寫作軟件。
- F2blog：F2blog是以utf8編寫，有中文簡繁體及英文。
- LifeType：以PHP及MySQL製作的網誌寫作軟件，原名pLog。
- MovableType：網誌寫作軟件。
- nirvana：nirvana是一个多用户Blog程序，使用ASP开发。
- Nooto：Nooto是一个多用户Blog程序，使用Ruby on Rails开发。
- Nucleus CMS：網誌寫作軟體
- Performancing：Mozilla Firefox的插件，方便用戶在本地寫作。
- PJBlog：同時支持簡繁體中文的網誌系統，功能相當完整多元。
- Semagic：LiveJournal客戶端的Windows版本。
- Tatter Tools：網誌寫作軟件（PHP+MySQL）。
- Textcube：網誌寫作軟件（PHP+MySQL）。
- Typecho：網誌寫作軟件（PHP+MySQL）。
- Technorati：著名的博客搜索网站。
- WordPress：开源的網誌寫作軟件，有着相当多的插件资源，可以方便地扩展自身功能（PHP+MySQL）。
- Ghost：开源的網誌寫作軟件，小巧精悍，使用Markdown书写（Node.js+SQLite）。